# Bregališka divizija (Kraljevina Jugoslavija)
Bregališka divizija je bila pehotna divizija Vojske Kraljevine Jugoslavije, ki je bila uničena med aprilsko vojno.
Divizijski štab je bil nastanjen v Štipu.

## Organizacija
1. september 1939
- štab (Štip)

- 22. pehotni polk (Kumanovo)
- 23. pehotni polk (Štip)
- 49. pehotni polk (Strumica)
- 27. samostojni artilerijski divizion (Skopje)
- 11. artilerijski polk (Štip)